# Dinți de dragon (fortificație)

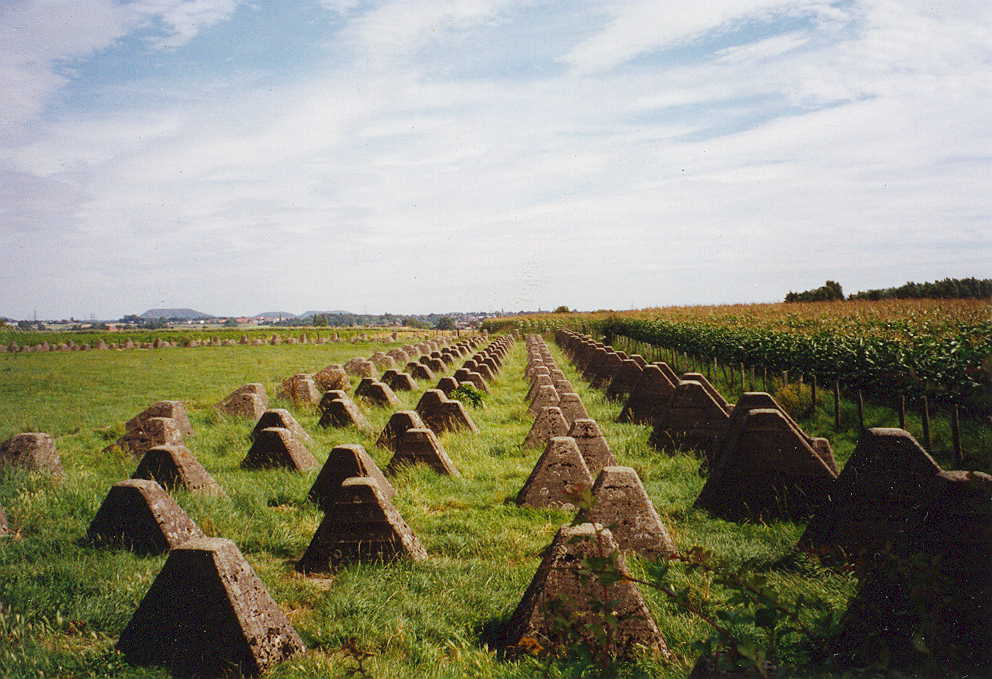
Dinți de dragon lângă Aachen, Germania, parte a liniei Siegfried

Dinții de dragon (sau arici) sunt obstacole antitanc piramidale din beton armat, utilizate pentru prima dată în timpul celui de-Al Doilea Război Mondial pentru a împiedica deplasarea tancurilor și a infanteriei mecanizate. Scopul acestor obstacole era de a încetini și de a canaliza tancurile în zone de ucidere, unde puteau fi ușor distruse de armele antitanc.
Acestea au fost utilizate pe scară largă, în special pe linia Siegfried.

## Al Doilea Război Mondial
Dinții de dragon au fost folosiți de mai multe armate în teatrul european, germanii fiind printre cei care i-au folosit intens pe linia Siegfried și pe Zidul Atlanticului. În general, fiecare „dinte” avea o înălțime cuprinsă între 90 și 120 cm.
Minele de teren au fost adesea amplasate între dinți, iar alte obstacole au fost construite de-a lungul liniilor dinților, cum ar fi sârmă ghimpată pentru a împiedica infanteria sau grinzile de oțel amplasate în diagonală pentru a împiedica și mai mult tancurile. Multe dintre acestea au fost amplasate în Regatul Unit în 1940-1941, ca parte a efortului de consolidare a apărării țării împotriva unei posibile invazii germane:
„În spatele câmpurilor de mine se aflau dinții de dragon, care erau plasați pe un covor de beton cu o lățime de aproximativ zece până la treizeci de metri, adâncit cu un metru sau doi în pământ, pentru a preveni tunelarea sub ei și amplasarea de încărcături explozive. Dinții în sine erau piramide trunchiate din beton armat, cu înălțimi variind de la aproximativ un metru în primul rând până la doi metri în spate. Acestea erau eșalonate și distanțate astfel încât un tanc să nu poată trece prin ele. Printre dinți erau intercalate câmpuri de mine, sârmă ghimpată și cazemate, care erau practic inexpugnabile de artilerie, fiind amplasate astfel încât germanii să poată trage foc încrucișat pe întregul front. Singura modalitate de a cuceri aceste cazemate era ca infanteria să ajungă în spatele lor și să atace intrarea din spate. Totuși, în spatele primului rând de cazemate și dinți de dragon, se afla un al doilea, și adesea un al treilea, și uneori chiar un al patrulea rând de apărare.”

Datorită numărului mare de dinți și a construcției lor durabile, mii de dinți de dragon pot fi văzuți și astăzi, în special în rămășițele liniei Siegfried.

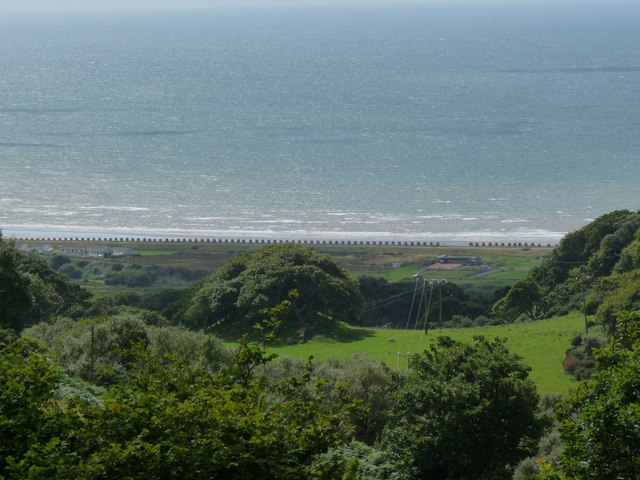
Dinți de dragon din Al Doilea Război Mondial la Fairbourne⁠(d) Beach, Țara Galilor, în 2009, proiectați pentru a opri tancurile
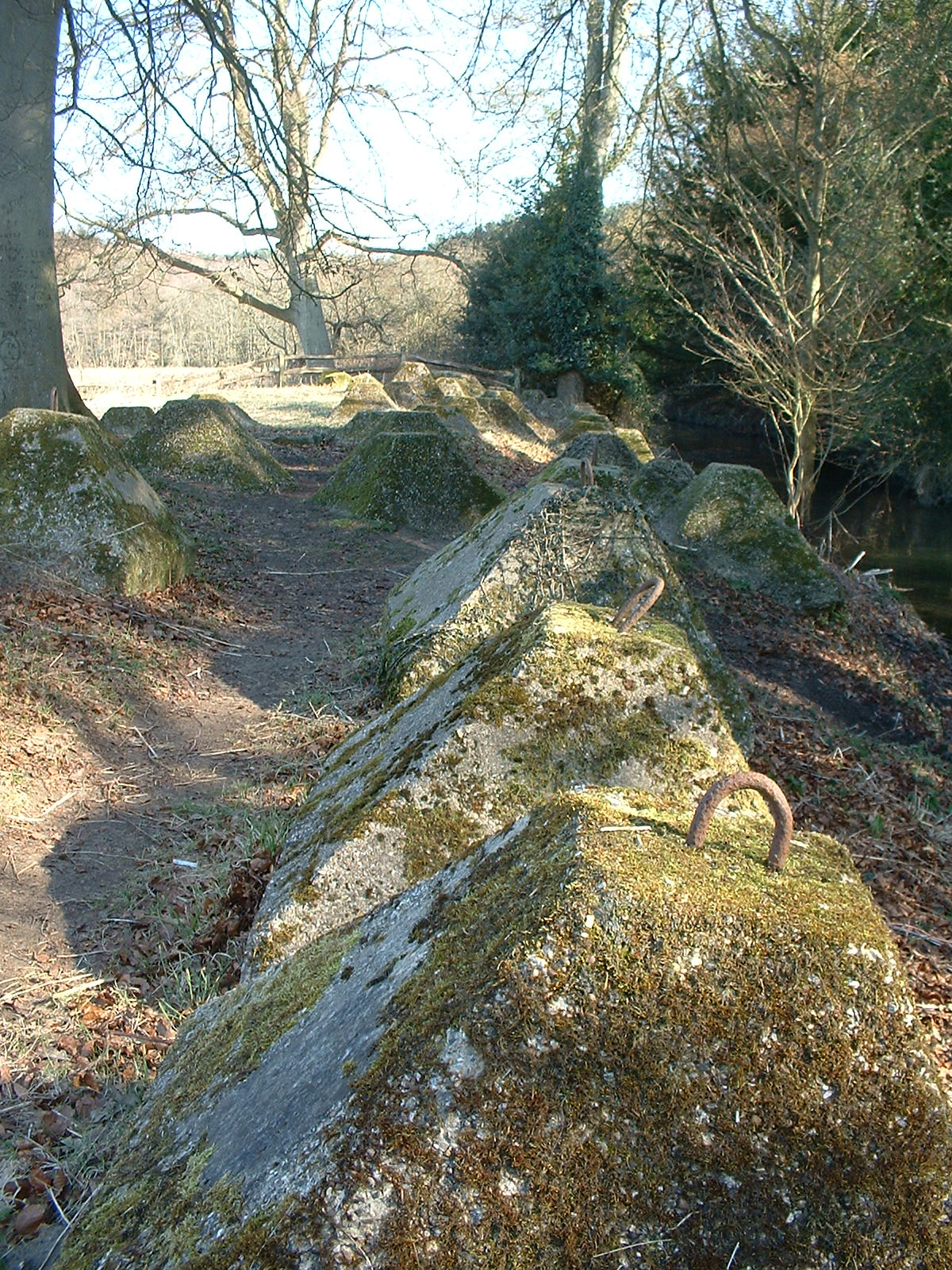
Dinți de dragon pe linia GHQ lângă Waverley Abbey, Surrey în 2006
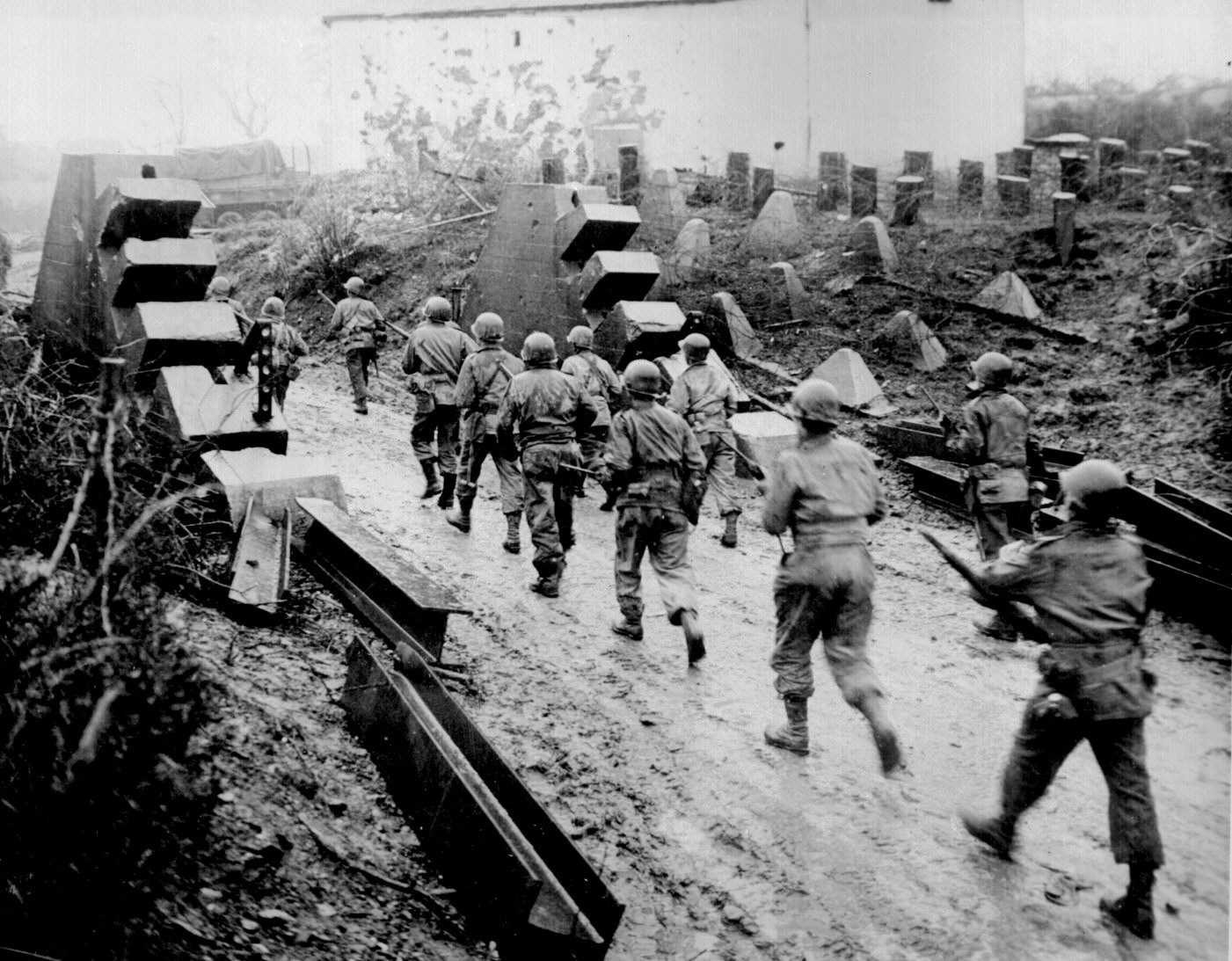
Trupele Armatei Statelor Unite ale Americii trec prin dinții de dragon pe linia Siegfried în 1944.
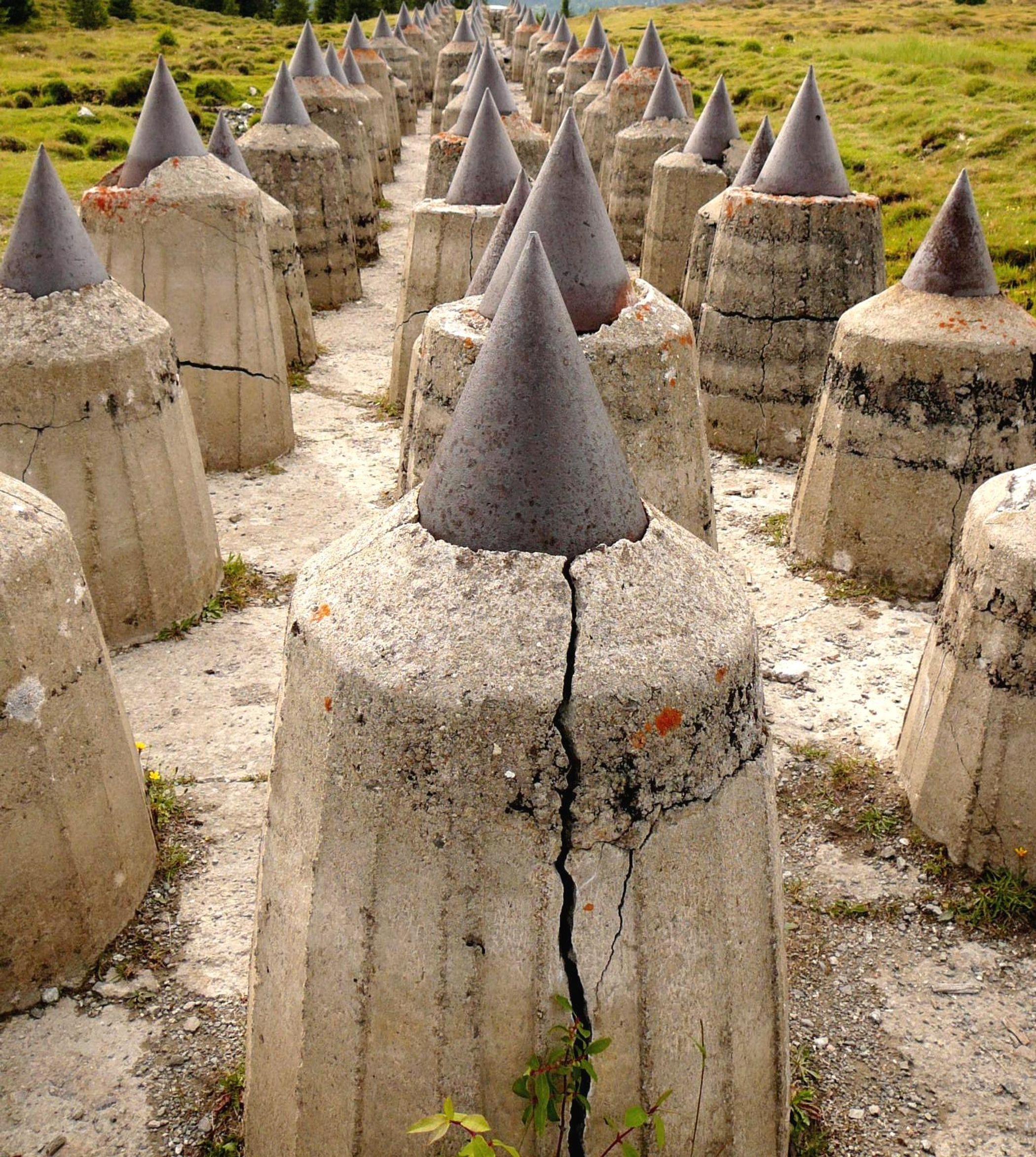
Dinți de dragon de pe Zidul Alpin
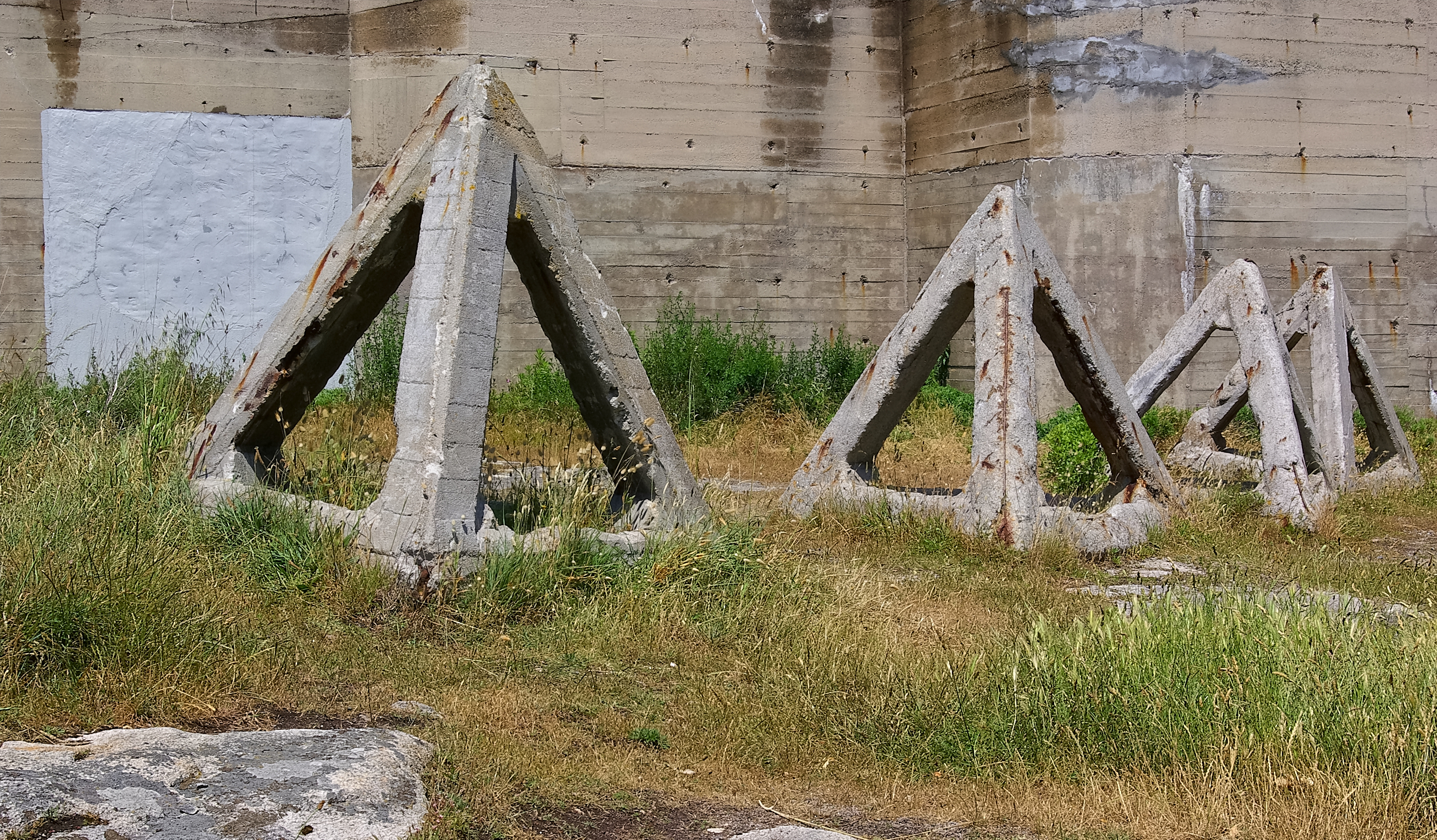
Exemple „goale” la Grand Blockhaus, Franța

## După Al Doilea Război Mondial
Termenul „dinți de dragon” a supraviețuit și în zilele noastre, fiind folosit pentru a descrie un șir de stâlpi sau bolarzi⁠(d) înfipți în pământ pentru a împiedica accesul vehiculelor, cum ar fi în parcările rurale sau de-a lungul drumurilor.

### Elveția
- Elveția continuă să mențină linii de dinți de dragon în anumite zone strategice. În jargonul militar, aceste construcții sunt denumite „linii Toblerone”, după numele tabletei de ciocolată⁠(d).[5]

### Coreea
- Coreea – dinții de dragon sunt prezenți în unele zone de-a lungul graniței zonei demilitarizate coreene.[6]

### Germania
- Germania – au fost utilizați pe partea est-germană a Zidului Berlinului.[necesită citare]

### Iugoslavia
- Iugoslavia – După destrămarea Iugoslaviei, unele țări au folosit dinți mobili, poziționați la marginea drumurilor în locuri strategice, care pot fi ridicați și plasați pe drumuri.[necesită citare]

### Rusia

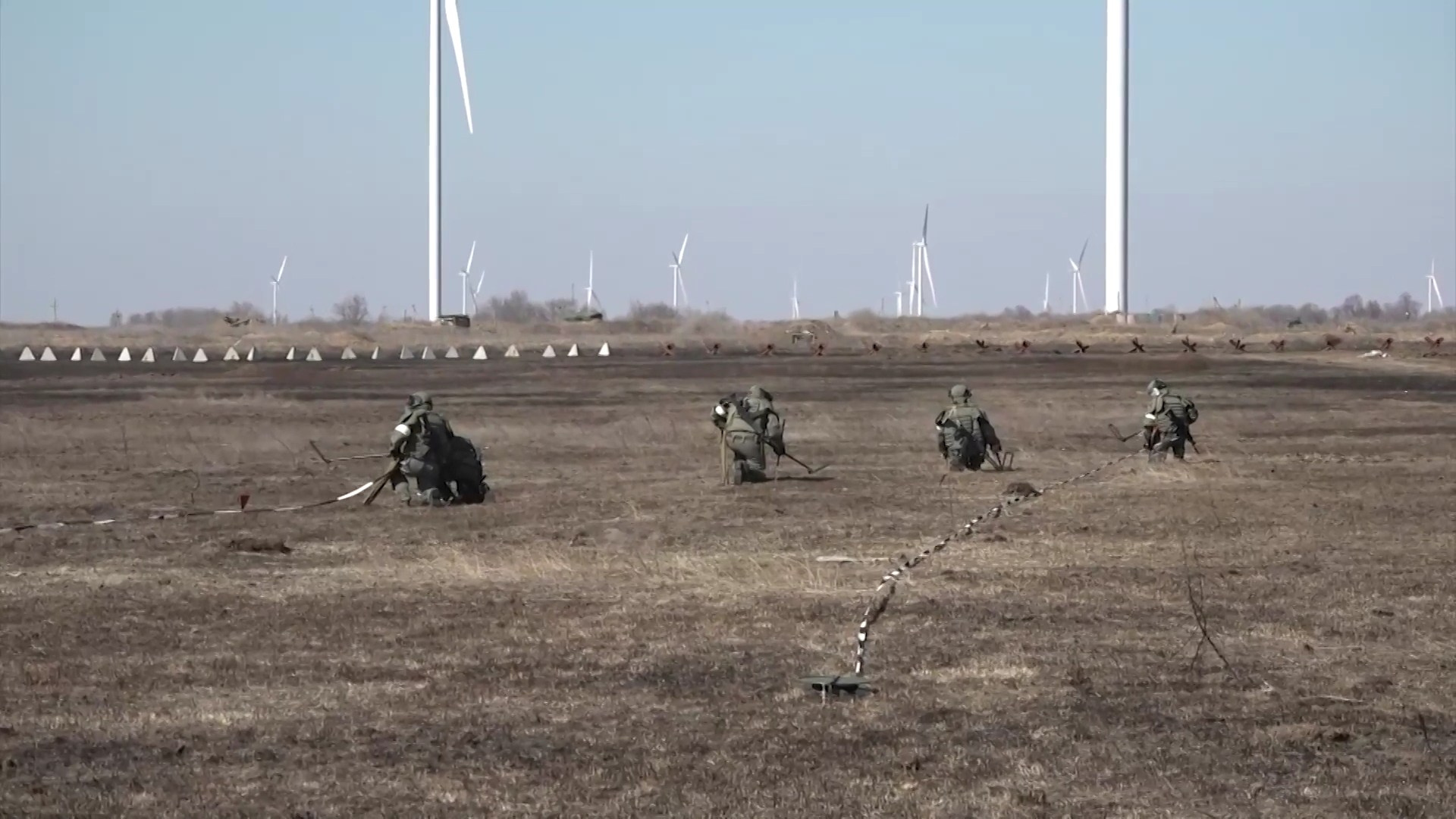
Obstacole antitanc rusești aproape de orizont, regiunea Herson, mai 2022. Dinți de dragon pe stânga, arici cehi pe dreapta

În regiunea Belgorod, în octombrie 2022 au fost construite, sub supravegherea Grupului Wagner, linii defensive de dinți de dragon de-a lungul frontierei ruso-ucrainene, concepute ca o a doua linie de apărare, alături de tranșee și o miliție instruită, în cazul în care Forțele Armate Ucrainene ar trece granița rusă în Războiul Ruso-Ucrainean.
O serie de fortificații în formă de dinți de dragon, denumite Linia Wagner, au fost, de asemenea, construite de Grupul Wagner în regiunea Hirske ocupată de ruși în regiunea Lugansk. Grupul Wagner își propune să finalizeze Linia Wagner în teritoriile ucrainene controlate de Rusia, până la est de Kreminna și până la sud de Svitlodarsk.
În noiembrie 2022, jurnaliștii ucraineni au observat că rușii au fortificat regiunea din jurul Melitopolului cu linii cu dinți de dragon. Cel puțin un jurnalist, citând o sursă de la Institutul pentru Studiul Războiului, le-a numit Linia Surovikin. Dinții de dragon erau doar o componentă a apărării ruse eșalonate din sudul Hersonului: câmpuri minate, șanțuri antitanc, adăposturi și tranșee au fost adăugate complexului. De asemenea, firme din Belarus au furnizat trupelor ruse dinți de dragon, iar acestea au fost instalate și în zona Mariupol, Nikolske⁠(d) și Starîi Krîm în aceeași perioadă.

### Polonia
În februarie 2023, Polonia a început să își fortifice granița cu Kaliningrad folosind dinți de dragon, din cauza nesiguranței resimțite ca urmare a unor comentarii din partea unor oficiali ruși, precum Dmitri Medvedev, care a lansat ideea de a „împinge înapoi” granițele poloneze în timpul aniversării invaziei ruse în Ucraina din 2022. Câteva săptămâni mai târziu, autoritățile poloneze au decis să își fortifice și granița cu Belarus, aceasta adăugându-se gardului de frontieră finalizat în octombrie 2022.

### Statele Baltice
Conform London Times din 14 februarie 2024, o porțiune de 1.600 de kilometri din granițele Estoniei, Letoniei și Lituaniei va fi fortificată cu dinți de dragon.